# Wilhelm Kircher
Wilhelm Heinrich Philipp Christian Kircher (* 16. September 1831 in Römhild; † 27. Mai 1901 in Meiningen) war Jurist, Bürgermeister und Mitglied des Deutschen Reichstags.

## Leben
Kircher besuchte von 1846 bis 1850 das Gymnasium Bernhardinum in Meiningen und studierte Rechtswissenschaften von 1850 bis 1853 an den Universitäten Jena und Heidelberg. Während seines Studiums wurde er 1850 Mitglied der Burschenschaft Teutonia Jena. Seit 1854 im Staatsdienst (Vorbereitungsdienst) als Auditor und Referendar beschäftigt, wurde er 1857 Bürgermeister in Römhild, 1858 nach bestandenem 3. Examen Regierungsfiskal und Rechtsanwalt in Meiningen.
1864 wurde er dort auch vortragender Rat im Herzoglichen Staatsministerium, genauer Rechtsreferent bei der Finanzabteilung. Von 1870 bis 1871 war er auch Referent des inzwischen durch Vergleich erledigten Domänenstreits und nebenbei Referent für die Grund- und Gebäudesteuer-Neu-Veranlagung des Herzogtums Sachsen-Meiningen.
1874 war er Mitglied des Landtags von Sachsen-Meiningen und von 1874 bis 1877 war er Mitglied des Deutschen Reichstags für den Reichstagswahlkreis Herzogtum Sachsen-Meiningen 1 und die Nationalliberale Partei.